# Liga Profesional Femenina de Fútbol 2019 (Colombia)
La Liga Profesional Femenina 2019 (oficialmente y por motivos de patrocinio, Liga Águila Femenina 2019) fue la tercera (3.a) edición de la Liga Profesional Femenina de Fútbol de Colombia.
América de Cali se coronó campeón por primera vez del torneo al derrotar por un marcador global de 3:2 al Independiente Medellín y obtuvo un cupo a la Copa Libertadores Femenina 2019, como representante de Colombia.

## Incertidumbre por la realización
En febrero de 2019 por decisión de la Federación Colombiana de Fútbol en cabeza de Álvaro González Alzate, presidente de la División Aficionada del Fútbol Colombiano, ordenó la cancelación de la Liga Femenina de 2019, tras el escándalo por las denuncias de acoso sexual en la Selección femenina de fútbol sub-17 de Colombia.
El movimiento mediático impulsado por las jugadoras de la Selección femenina de fútbol de Colombia, apoyadas por Acolfutpro, hizo que la División Mayor del Fútbol Colombiano aprobara en su asamblea la creación de una comisión especial entre las jugadoras, encabezadas por Isabella Echeverri, y los clubes Independiente Santa Fe, Atlético Huila, Cortuluá y América de Cali para coordinar la realización de la misma.

## Sistema de juego
|              |              | Sistema de juego | Equipos | Fechas      |
| ------------ | ------------ | --- | ------- | ----------- |
| Primera fase | Primera fase | - Sistema de liga (partidos de ida y vuelta) dividido en 5 grupos regionales, de cuatro equipos. De cada grupo avanzan los primeros y los tres mejores segundos. | 20      | Por definir |
| Fase final   | Fase final   | - Fases de eliminación directa con partidos de ida y vuelta hasta lograr dos equipos                                                                             | 8       | Por definir |
| Gran final   | Gran final   | - Los 2 equipos vencedores de la fase anterior juegan una "gran final" en partidos de ida y vuelta por el campeonato.                                            | 2       | Por definir |

## Equipos participantes
Previo a esta edición, la División Mayor del Fútbol Colombiano determinó que los clubes participantes en torneos internacionales de categoría masculina obligatoriamente tendrán que tener un equipo femenino. Sin embargo Rionegro Águilas no presentó equipo femenino.
Con una reducción de 23 a 20 equipos en relación con el año anterior, Un total de cuatro clubes harán su debut en la Liga Femenina: Deportivo Cali, Independiente Medellín, Millonarios y Once Caldas.
| Equipo                 | Ciudad        | Estadio                   | Aforo   |
| ---------------------- | ------------- | ------------------------- | ------- |
| América de Cali        | Cali          | Olímpico Pascual Guerrero | 35.405  |
| Atlético Bucaramanga   | Bucaramanga   | Álvaro Gómez Hurtado      | 12.000  |
| Atlético F. C.         | Cali          | Olímpico Pascual Guerrero | 35.405  |
| Atlético Huila         | Neiva         | Guillermo Plazas Alcid    | 25.000* |
| Atlético Nacional      | Medellín      | Atanasio Girardot         | 44.412  |
| Cúcuta Deportivo       | Cúcuta        | General Santander         | 45.000  |
| Cortuluá               | Tuluá         | Doce de Octubre           | 16.000  |
| Deportes Tolima        | Ibagué        | Manuel Murillo Toro       | 28.179  |
| Deportivo Cali         | Cali          | Deportivo Cali            | 52.000  |
| Deportivo Pereira      | Pereira       | Hernán Ramírez Villegas   | 30.297  |
| Deportivo Pasto        | Pasto         | Departamental Libertad    | 25.000  |
| Fortaleza CEIF         | Cota          | Estadio Municipal de Cota | 2.000   |
| Junior                 | Barranquilla  | Roberto Meléndez          | 46.692  |
| La Equidad             | Bogotá        | Metropolitano de Techo    | 10.000  |
| Independiente Medellín | Medellín      | Atanasio Girardot         | 48.700  |
| Millonarios            | Bogotá        | Nemesio Camacho El Campín | 40.000  |
| Orsomarso              | Palmira       | Francisco Rivera Escobar  | 16.000  |
| Once Caldas            | Manizales     | Palogrande                | 28.678  |
| Real San Andrés        | Floridablanca | Álvaro Gómez Hurtado      | 3.000   |
| Santa Fe               | Bogotá        | Nemesio Camacho El Campín | 36.343  |

## Fase de grupos

### Grupo A
| Pos. | Equipos                | PJ | PG | PE | PP | GF | GC | Dif. | Pts. |
| ---- | ---------------------- | -- | -- | -- | -- | -- | -- | ---- | ---- |
| 1.   | Independiente Medellín | 6  | 5  | 1  | 0  | 14 | 1  | 13   | 16   |
| 2.   | Atlético Nacional      | 6  | 4  | 1  | 1  | 10 | 2  | 8    | 13   |
| 3.   | Deportivo Pereira      | 6  | 2  | 0  | 4  | 3  | 11 | -8   | 6    |
| 4.   | Once Caldas            | 6  | 0  | 0  | 6  | 1  | 14 | -13  | 0    |

| Primera | Atlético Nacional      | 2 : 0 | Once Caldas            | Polideportivo Sur       | 13 de julio  | 15:00 | Sin transmisión |
| Primera | Deportivo Pereira      | 1 : 4 | Independiente Medellín | Hernán Ramírez Villegas | 14 de julio  | 15:30 | Sin transmisión |
| Segunda | Once Caldas            | 0 : 6 | Independiente Medellín | Palogrande              | 20 de julio  | 15:00 | Sin transmisión |
| Segunda | Atlético Nacional      | 2 : 0 | Deportivo Pereira      | Atanasio Girardot       | 21 de julio  | 13:30 | Win Sports      |
| Tercera | Independiente Medellín | 2 : 0 | Deportivo Pereira      | Cancha Marte            | 17 de julio  | 15:00 | Sin transmisión |
| Tercera | Once Caldas            | 1 : 3 | Atlético Nacional      | Palogrande              | 28 de julio  | 14:00 | Sin transmisión |
| Cuarta  | Deportivo Pereira      | 1 : 0 | Once Caldas            | Hernán Ramírez Villegas | 4 de agosto  | 12:30 | Sin transmisión |
| Cuarta  | Atlético Nacional      | 0 : 0 | Independiente Medellín | Metropolitano Itagui    | 4 de agosto  | 15:30 | Sin transmisión |
| Quinta  | Once Caldas            | 0 : 1 | Deportivo Pereira      | Palogrande              | 10 de agosto | 15:00 | Sin transmisión |
| Quinta  | Independiente Medellín | 1 : 0 | Atlético Nacional      | Atanasio Girardot       | 14 de agosto | 15:00 | Sin transmisión |
| Sexta   | Independiente Medellín | 1 : 0 | Once Caldas            | Metropolitano Itagui    | 18 de agosto | 14:00 | Sin transmisión |
| Sexta   | Deportivo Pereira      | 0 : 3 | Atlético Nacional      | Hernán Ramírez Villegas | 18 de agosto | 14:00 | Win Sports      |

### Grupo B
| Pos. | Equipos        | PJ | PG | PE | PP | GF | GC | Dif. | Pts. |
| ---- | -------------- | -- | -- | -- | -- | -- | -- | ---- | ---- |
| 1.   | Santa Fe       | 6  | 4  | 1  | 1  | 8  | 3  | 5    | 13   |
| 2.   | Millonarios    | 6  | 3  | 2  | 1  | 7  | 4  | 3    | 11   |
| 3.   | La Equidad     | 6  | 3  | 1  | 2  | 9  | 6  | 3    | 10   |
| 4.   | Fortaleza CEIF | 6  | 0  | 0  | 6  | 2  | 13 | -11  | 0    |

| Primera | Fortaleza   | 0 : 3 | Santa Fe    | Municipal de Cota   | 14 de julio  | 14:00 | Sin transmisión |
| Primera | Millonarios | 2 : 1 | La Equidad  | El Campin           | 14 de julio  | 14:00 | Sin transmisión |
| Segunda | Millonarios | 1 : 0 | Fortaleza   | El Campin           | 21 de julio  | 14:00 | Sin transmisión |
| Segunda | La Equidad  | 0 : 1 | Santa Fe    | Metropolitano Techo | 22 de julio  | 17:30 | Sin transmisión |
| Tercera | Santa Fe    | 1 : 1 | Millonarios | Metropolitano Techo | 17 de julio  | 19:30 | Win Sports      |
| Tercera | La Equidad  | 2 : 1 | Fortaleza   | Metropolitano Techo | 27 de julio  | 14:00 | Sin transmisión |
| Cuarta  | Fortaleza   | 1 : 3 | La Equidad  | Municipal de Cota   | 3 de agosto  | 11:00 | Sin transmisión |
| Cuarta  | Millonarios | 0 : 1 | Santa Fe    | El Campin           | 3 de agosto  | 17:00 | Sin transmisión |
| Quinta  | Fortaleza   | 0 : 2 | Millonarios | Municipal de Cota   | 11 de agosto | 10:00 | Sin transmisión |
| Quinta  | Santa Fe    | 0 : 2 | La Equidad  | El Campin           | 11 de agosto | 11:00 | Sin transmisión |
| Sexta   | La Equidad  | 1 : 1 | Millonarios | Metropolitano Techo | 15 de agosto | 16:00 | Sin transmisión |
| Sexta   | Santa Fe    | 2 : 0 | Fortaleza   | El Campin           | 15 de agosto | 16:00 | Sin transmisión |

### Grupo C
| Pos. | Equipos              | PJ | PG | PE | PP | GF | GC | Dif. | Pts. |
| ---- | -------------------- | -- | -- | -- | -- | -- | -- | ---- | ---- |
| 1.   | Junior               | 6  | 3  | 2  | 1  | 5  | 3  | 2    | 11   |
| 2.   | Atlético Bucaramanga | 6  | 1  | 4  | 1  | 4  | 3  | 1    | 7    |
| 3.   | Real San Andrés      | 6  | 1  | 4  | 1  | 5  | 6  | -1   | 7    |
| 4.   | Cúcuta Deportivo     | 6  | 1  | 2  | 3  | 2  | 4  | -2   | 5    |

| Primera | Atlético Bucaramanga | 0 : 0 | Cúcuta Deportivo     | Álvaro Gómez Hurtado | 13 de julio  | 15:00 | Sin transmisión |
| Primera | Junior               | 2 : 0 | Real San Andrés      | Romelio Martínez     | 14 de julio  | 15:00 | Sin transmisión |
| Segunda | Real San Andrés      | 2 : 2 | Atlético Bucaramanga | Álvaro Gómez Hurtado | 20 de julio  | 15:30 | Sin transmisión |
| Segunda | Cúcuta Deportivo     | 0 : 1 | Junior               | Grancolombiano       | 21 de julio  | 15:00 | Sin transmisión |
| Tercera | Atlético Bucaramanga | 2 : 0 | Junior               | Álvaro Gómez Hurtado | 28 de julio  | 10:00 | Sin transmisión |
| Tercera | Cúcuta Deportivo     | 0 : 1 | Real San Andrés      | Grancolombiano       | 28 de julio  | 15:00 | Sin transmisión |
| Cuarta  | Real San Andrés      | 1 : 1 | Cúcuta Deportivo     | Estadio de Girón     | 3 de agosto  | 15:30 | Sin transmisión |
| Cuarta  | Junior               | 0 : 0 | Atlético Bucaramanga | Metropolitano        | 4 de agosto  | 19:15 | Sin transmisión |
| Quinta  | Junior               | 1 : 0 | Cúcuta Deportivo     | Romelio Martínez     | 7 de agosto  | 15:00 | Sin transmisión |
| Quinta  | Atlético Bucaramanga | 0 : 0 | Real San Andrés      | Álvaro Gómez Hurtado | 10 de agosto | 10:00 | Sin transmisión |
| Sexta   | Cúcuta Deportivo     | 1 : 0 | Atlético Bucaramanga | Grancolombiano       | 18 de agosto | 14:00 | Sin transmisión |
| Sexta   | Real San Andrés      | 1 : 1 | Junior               | Estadio de Girón     | 18 de agosto | 14:00 | Sin transmisión |

### Grupo D
| Pos. | Equipos         | PJ | PG | PE | PP | GF | GC | Dif. | Pts. |
| ---- | --------------- | -- | -- | -- | -- | -- | -- | ---- | ---- |
| 1.   | América de Cali | 6  | 5  | 1  | 0  | 11 | 3  | 8    | 16   |
| 2.   | Cortuluá        | 6  | 3  | 1  | 2  | 12 | 6  | 6    | 10   |
| 3.   | Deportivo Cali  | 6  | 2  | 0  | 4  | 10 | 13 | -3   | 6    |
| 4.   | Atlético F. C.  | 6  | 0  | 2  | 4  | 4  | 15 | -11  | 2    |

| Primera | Atlético F. C.  | 1 : 3 | Deportivo Cali  | Pascual Guerrero | 13 de julio  | 15:00 | Sin transmisión |
| Primera | América de Cali | 2 : 0 | Cortuluá        | Pascual Guerrero | 14 de julio  | 13:15 | Win Sports      |
| Segunda | Deportivo Cali  | 0 : 3 | América de Cali | Deportivo Cali   | 20 de julio  | 14:00 | Sin transmisión |
| Segunda | Cortuluá        | 1 : 1 | Atlético F. C.  | Doce de Octubre  | 20 de julio  | 15:00 | Sin transmisión |
| Tercera | América de Cali | 1 : 0 | Atlético F. C.  | Pascual Guerrero | 17 de julio  | 15:00 | Sin transmisión |
| Tercera | Cortuluá        | 3 : 1 | Deportivo Cali  | Doce de Octubre  | 17 de julio  | 15:00 | Sin transmisión |
| Cuarta  | Deportivo Cali  | 0 : 1 | Cortuluá        | Deportivo Cali   | 3 de agosto  | 19:30 | Sin transmisión |
| Cuarta  | Atlético F. C.  | 0 : 0 | América de Cali | Pascual Guerrero | 4 de agosto  | 13:00 | Sin transmisión |
| Quinta  | Atlético F. C.  | 0 : 6 | Cortuluá        | Pascual Guerrero | 9 de agosto  | 15:30 | Sin transmisión |
| Quinta  | América de Cali | 3 : 2 | Deportivo Cali  | Pascual Guerrero | 10 de agosto | 14:00 | Win Sports      |
| Sexta   | Deportivo Cali  | 4 : 2 | Atlético F. C.  | Deportivo Cali   | 17 de agosto | 10:00 | Sin transmisión |
| Sexta   | Cortuluá        | 1 : 2 | América de Cali | Doce de Octubre  | 17 de agosto | 10:00 | Sin transmisión |

### Grupo E
| Pos. | Equipos         | PJ | PG | PE | PP | GF | GC | Dif. | Pts. |
| ---- | --------------- | -- | -- | -- | -- | -- | -- | ---- | ---- |
| 1.   | Atlético Huila  | 6  | 3  | 3  | 0  | 12 | 4  | 8    | 12   |
| 2.   | Deportivo Pasto | 6  | 1  | 5  | 0  | 5  | 3  | 2    | 8    |
| 3.   | Orsomarso       | 6  | 1  | 3  | 2  | 7  | 10 | -3   | 6    |
| 4.   | Deportes Tolima | 6  | 0  | 3  | 3  | 4  | 11 | -7   | 3    |

| Primera | Orsomarso       | 2 : 2 | Deportes Tolima | Francisco Rivera Escobar | 13 de julio  | 15:00 | Sin transmisión |
| Primera | Atlético Huila  | 1 : 1 | Deportivo Pasto | Guillermo Plazas Alcid   | 14 de julio  | 15:00 | Sin transmisión |
| Segunda | Deportes Tolima | 1 : 2 | Atlético Huila  | Manuel Murillo Toro      | 20 de julio  | 10:00 | Sin transmisión |
| Segunda | Deportivo Pasto | 2 : 0 | Orsomarso       | San Rafael               | 20 de julio  | 15:00 | Sin transmisión |
| Tercera | Atlético Huila  | 3 : 0 | Orsomarso       | Guillermo Plazas Alcid   | 17 de julio  | 15:00 | Sin transmisión |
| Tercera | Deportivo Pasto | 0 : 0 | Deportes Tolima | San Rafael               | 27 de julio  | 15:00 | Sin transmisión |
| Cuarta  | Orsomarso       | 1 : 1 | Atlético Huila  | Francisco Rivera Escobar | 3 de agosto  | 10:00 | Sin transmisión |
| Cuarta  | Deportes Tolima | 0 : 0 | Deportivo Pasto | Manuel Murillo Toro      | 3 de agosto  | 14:00 | Win Sports      |
| Quinta  | Orsomarso       | 1 : 1 | Deportivo Pasto | Francisco Rivera Escobar | 10 de agosto | 10:00 | Sin transmisión |
| Quinta  | Atlético Huila  | 4 : 0 | Deportes Tolima | Guillermo Plazas Alcid   | 14 de agosto | 15:00 | Sin transmisión |
| Sexta   | Deportivo Pasto | 1 : 1 | Atlético Huila  | San Rafael               | 18 de agosto | 14:00 | Sin transmisión |
| Sexta   | Deportes Tolima | 1 : 3 | Orsomarso       | Manuel Murillo Toro      | 18 de agosto | 14:00 | Sin transmisión |

### Mejores segundos
| GR | Equipo               | PJ | PG | PE | PP | GF | GC | Dif. | Pts. |
| -- | -------------------- | -- | -- | -- | -- | -- | -- | ---- | ---- |
| A  | Atlético Nacional    | 6  | 4  | 1  | 1  | 10 | 2  | 8    | 13   |
| B  | Millonarios          | 6  | 3  | 2  | 1  | 7  | 4  | 3    | 11   |
| D  | Cortuluá             | 6  | 3  | 1  | 2  | 12 | 6  | 6    | 10   |
| E  | Deportivo Pasto      | 6  | 1  | 5  | 0  | 5  | 3  | 2    | 8    |
| C  | Atlético Bucaramanga | 6  | 1  | 4  | 1  | 4  | 3  | 1    | 7    |

## Sorteo de emparejamientos
Los emparejamientos de cuartos de final se definieron por medio de sorteo una vez finalizada la fase de grupos del torneo. Los cabeza de serie fueron los cuatro mejores primeros de la fase anterior. El primero restante y los tres mejores segundos fueron los equipos sorteados.
| Cabezas de serie                                               | A Sortear                                     |
| -------------------------------------------------------------- | --------------------------------------------- |
| Independiente Medellín América de Cali Santa Fe Atlético Huila | Junior Atlético Nacional Millonarios Cortuluá |

## Fase final

### Cuadro final
|  | Cuartos de final                | Cuartos de final                | Cuartos de final                |   |                        | Semifinales           | Semifinales           | Semifinales           |  |  | Final                  | Final                  | Final                  |
|  | 25 de agosto al 1 de septiembre | 25 de agosto al 1 de septiembre | 25 de agosto al 1 de septiembre |   |                        | 8 al 15 de septiembre | 8 al 15 de septiembre | 8 al 15 de septiembre |  |  | 23 al 30 de septiembre | 23 al 30 de septiembre | 23 al 30 de septiembre |
|  |                                 |                                 |                                 |   |                        |                       |                       |                       |  |  |                        |                        |                        |
|  | Independiente Medellín          | 0                               | 3                               |   |                        |                       |                       |                       |  |  |                        |                        |                        |
|  | Cortuluá                        | 0                               | 1                               |   |                        |                       |                       |                       |  |  |                        |                        |                        |
|  | Cortuluá                        | 0                               | 1                               |   | Independiente Medellín | 0                     | 5                     |                       |  |  |                        |                        |                        |
|  |                                 |                                 |                                 |   | Independiente Medellín | 0                     | 5                     |                       |  |  |                        |                        |                        |
|  |                                 | Atlético Huila                  | 1                               | 0 |                        |                       |                       |                       |  |  |                        |                        |                        |
|  | Atlético Huila                  | Atlético Huila                  | 1                               | 0 | 3                      | 2                     |                       |                       |  |  |                        |                        |                        |
|  | Atlético Huila                  |                                 |                                 |   | 3                      | 2                     |                       |                       |  |  |                        |                        |                        |
|  | Junior                          | 1                               | 0                               |   |                        |                       |                       |                       |  |  |                        |                        |                        |
|  |                                 |                                 |                                 |   |                        |                       |                       |                       |  |  | Independiente Medellín | 0                      | 2                      |
|  |                                 |                                 | América de Cali                 | 2 | 1                      |                       |                       |                       |  |  |                        |                        |                        |
|  | América de Cali                 | 1                               | 2                               |   |                        |                       |                       |                       |  |  |                        |                        |                        |
|  | Atlético Nacional               | 0                               | 2                               |   |                        |                       |                       |                       |  |  |                        |                        |                        |
|  | Atlético Nacional               | 0                               | 2                               |   | América de Cali        | 2                     | 1                     |                       |  |  |                        |                        |                        |
|  |                                 |                                 |                                 |   | América de Cali        | 2                     | 1                     |                       |  |  |                        |                        |                        |
|  |                                 | Millonarios                     | 0                               | 2 |                        |                       |                       |                       |  |  |                        |                        |                        |
|  | Santa Fe                        | Millonarios                     | 0                               | 2 | 1                      | 1(1)                  |                       |                       |  |  |                        |                        |                        |
|  | Santa Fe                        |                                 |                                 |   | 1                      | 1(1)                  |                       |                       |  |  |                        |                        |                        |
|  | Millonarios                     | 1                               | 1(3)                            |   |                        |                       |                       |                       |  |  |                        |                        |                        |

- Nota: El equipo ubicado en la primera línea de cada llave es el que ejerce la localía en el partido de vuelta.

- En adelante, la hora de cada encuentro corresponde a la hora legal de Colombia (UTC-5).

### Cuartos de final
| 25 de agosto de 2019, 15:30 | Cortuluá | 0:0 (0:0) | Independiente Medellín | Estadio Doce de Octubre, Tuluá |                             |
|                             |          | Reporte   |                        | Árbitro(s): Lucero Martínez    | Árbitro(s): Lucero Martínez |

| 1 de septiembre de 2019, 15:00 | Independiente Medellín                        | 3:1 (1:0) | Cortuluá   | Estadio Polideportivo Sur, Envigado |                            |
|                                | Castañeda 42' · Velásquez 48' · Vanegas 88' · | Reporte   | Calero 90' | Árbitro(s): Dana Victorino          | Árbitro(s): Dana Victorino |

| 25 de agosto de 2019, 17:30 | Junior     | 1:3 (1:1) | Atlético Huila                 | Estadio Romelio Martínez, Barranquilla |                              |
|                             | Rincón 12' | Reporte   | Zarabia 16' 90+4' · Chacón 59' | Árbitro(s): Vanessa Ceballos           | Árbitro(s): Vanessa Ceballos |

| 31 de agosto de 2019, 18:00 | Atlético Huila             | 2:0 (2:0) | Junior | Estadio Guillermo Plazas Alcid, Neiva |                           |
|                             | Chacón 9' · González 45+2' | Reporte   |        | Árbitro(s): Viviana Muñoz             | Árbitro(s): Viviana Muñoz |

| 23 de agosto de 2019, 19:30 Win Sports | Atlético Nacional | 0:1 (0:1) | América de Cali | Estadio Atanasio Girardot, Medellín |                         |
|                                        |                   | Reporte   | Usme 9'         | Árbitro(s): Jenny Arias             | Árbitro(s): Jenny Arias |

| 30 de agosto de 2019, 20:00 Win Sports | América de Cali            | 2:2 (0:0) | Atlético Nacional             | Estadio Pascual Guerrero, Cali |                                |
|                                        | Caicedo 70' · Usme 90+1' · | Reporte   | Agudelo 53' · Fisgativa 68' · | Árbitro(s): Jessica Villadiego | Árbitro(s): Jessica Villadiego |

| 24 de agosto de 2019, 17:00 | Millonarios     | 1:1 (0:0) | Santa Fe    | Estadio El Campin, Bogotá      |                                |
|                             | Castañeda 90+5' | Reporte   | Sánchez 75' | Árbitro(s): Jessica Villadiego | Árbitro(s): Jessica Villadiego |

| 1 de septiembre de 2019, 14:00 Win Sports | Santa Fe                                 | 1:1 (1:1) (1:3 p.)         | Millonarios                         | Estadio El Campin, Bogotá    |                              |
|                                           | Celis 9'                                 | Reporte                    | Peraza 5'                           | Árbitro(s): Vanessa Ceballos | Árbitro(s): Vanessa Ceballos |
|                                           |                                          | Tiros desde el punto penal |                                     |                              |                              |
|                                           | Huertas · Rodríguez · Sánchez · Quintero |                            | Pion · Castañeda · Ramírez · Peraza |                              |                              |

### Semifinales
| 7 de septiembre, 10:00 | Atlético Huila | 1:0 (1:0) | Independiente Medellín | Estadio Guillermo Plazas Alcid, Neiva |                            |
|                        | Restrepo 6'    | Reporte   |                        | Árbitro(s): Yeimy Martínez            | Árbitro(s): Yeimy Martínez |

| 15 de septiembre, 10:00 Win Sports | Independiente Medellín                                | 5:0 (3:0) | Atlético Huila | Estadio Polideportivo Sur, Envigado |                           |
|                                    | Vanegas 9' 18' · Aguirre 31' · Cuesta 54' · Pérez 73' | Reporte   |                | Árbitro(s): Viviana Muñoz           | Árbitro(s): Viviana Muñoz |

| 8 de septiembre, 10:00 Win Sports | Millonarios | 0:2 (0:2) | América de Cali | Estadio El Campin, Bogotá                                   |                                                             |
|                                   |             | Reporte   | Caicedo 7' 15'  | Asistencia: 6.200 espectadores Árbitro(s): Andrea Chavarría | Asistencia: 6.200 espectadores Árbitro(s): Andrea Chavarría |

| 14 de septiembre, 10:00 Win Sports | América de Cali | 1:2 (0:1) | Millonarios           | Estadio Pascual Guerrero, Cali                               |                                                              |
|                                    | Usme 47'        | Reporte   | Pion 17' · Ararat 52' | Asistencia: 10.000 espectadores Árbitro(s): Vanessa Ceballos | Asistencia: 10.000 espectadores Árbitro(s): Vanessa Ceballos |

### Final
| 24 de septiembre, 19:45 Win Sports | América de Cali       | 2:0 (1:0) | Independiente Medellín | Estadio Pascual Guerrero, Cali                                 |                                                                |
|                                    | Usme 12' · Pineda 49' | Reporte   |                        | Asistencia: 18.000 espectadores Árbitro(s): Jessica Villadiego | Asistencia: 18.000 espectadores Árbitro(s): Jessica Villadiego |

| 30 de septiembre, 20:00 Win Sports | Independiente Medellín   | 2:1 (1:1) | América de Cali | Estadio Atanasio Girardot, Medellín                     |                                                         |
|                                    | Aguirre 24' · Botero 69' | Reporte   | Caicedo 20'     | Asistencia: 28.263 espectadores Árbitro(s): Jenny Arias | Asistencia: 28.263 espectadores Árbitro(s): Jenny Arias |

|                                     |
|                                     |
| Campeón América de Cali 1.er título |

## Estadísticas

### Tabla de reclasificación
| Pos. | Equipos                | PJ | PG | PE | PP | GF | GC | Dif. | Pts. | Rend.  |
| ---- | ---------------------- | -- | -- | -- | -- | -- | -- | ---- | ---- | ------ |
| 1.   | América de Cali        | 12 | 8  | 2  | 2  | 20 | 9  | 11   | 26   | 72.2 % |
| 2.   | Independiente Medellín | 12 | 8  | 2  | 2  | 24 | 6  | 18   | 26   | 72.2 % |
| 3.   | Atlético Huila(n)      | 10 | 6  | 3  | 1  | 18 | 10 | 8    | 21   | 70 %   |
| 4.   | Millonarios            | 10 | 4  | 4  | 2  | 11 | 9  | 2    | 16   | 43.3 % |
| 5.   | Santa Fe               | 8  | 4  | 3  | 1  | 10 | 5  | 5    | 15   | 62.5 % |
| 6.   | Atlético Nacional      | 8  | 4  | 2  | 2  | 12 | 5  | 7    | 14   | 58.3 % |
| 7.   | Cortuluá               | 8  | 3  | 2  | 3  | 13 | 9  | 4    | 11   | 45.8 % |
| 8.   | Junior                 | 8  | 3  | 2  | 3  | 6  | 8  | -2   | 11   | 45.8 % |
| 9.   | La Equidad             | 6  | 3  | 1  | 2  | 9  | 6  | 3    | 10   | 55.6 % |
| 10.  | Deportivo Pasto        | 6  | 1  | 5  | 0  | 5  | 3  | 2    | 8    | 44.4 % |
| 11.  | Atlético Bucaramanga   | 6  | 1  | 4  | 1  | 4  | 3  | 1    | 7    | 38.9 % |
| 12.  | Real San Andrés        | 6  | 1  | 4  | 1  | 5  | 6  | -1   | 7    | 38.9 % |
| 13.  | Deportivo Cali         | 6  | 2  | 0  | 4  | 10 | 13 | -3   | 6    | 33.3 % |
| 14.  | Orsomarso              | 6  | 1  | 3  | 2  | 7  | 10 | -3   | 6    | 33.3 % |
| 15.  | Deportivo Pereira      | 6  | 2  | 0  | 4  | 3  | 11 | -8   | 6    | 33.3 % |
| 16.  | Cúcuta Deportivo       | 6  | 1  | 2  | 3  | 3  | 2  | 1    | 5    | 27.8 % |
| 17.  | Deportes Tolima        | 6  | 0  | 3  | 3  | 4  | 11 | -7   | 3    | 16.7 % |
| 18.  | Atlético F. C.         | 6  | 0  | 2  | 4  | 4  | 15 | -11  | 2    | 11.1 % |
| 19.  | Fortaleza CEIF         | 6  | 0  | 0  | 6  | 2  | 13 | -11  | 0    | 0 %    |
| 20   | Once Caldas            | 6  | 0  | 0  | 6  | 1  | 14 | -13  | 0    | 0 %    |

Nota: Atlético Huila, está clasificado directamente a Copa Libertadores Femenina 2019 como campeón defensor.
|  |                                                            |
|  | Campeón. (Clasificado a Copa Libertadores Femenina 2019)   |
|  | Finalista. (Clasificado a Copa Libertadores Femenina 2019) |
|  | Clasificados a semifinales.                                |
|  | Clasificados a cuartos de final.                           |
|  | Eliminados en fase de grupos.                              |

### Goleadoras
| Jugador                                         | Equipos                | Goles |
| ----------------------------------------------- | ---------------------- | ----- |
| Linda Caicedo                                   | América de Cali        | 7     |
| Joemar Guarecuco                                | Cortuluá               | 7     |
| Farlyn Caicedo                                  | América de Cali        | 5     |
| Catalina Usme                                   | América de Cali        | 5     |
| Laura Aguirre                                   | Independiente Medellín | 5     |
| Angie Castañeda                                 | Millonarios            | 5     |
| Ivonne Chacón                                   | Atlético Huila         | 5     |
| Tatiana Castañeda                               | Independiente Medellín | 4     |
| Yoreli Rincón                                   | Junior                 | 4     |
| Kena Romero                                     | Deportes Tolima        | 4     |
| Manuela Vanegas                                 | Independiente Medellín | 3     |
| Cinthia Zarabia                                 | Atlético Huila         | 3     |
| Marcela Restrepo                                | Atlético Huila         | 3     |
| Estefanía Cartagena                             | Atlético Nacional      | 3     |
| Paola Sánchez                                   | Santa Fe               | 3     |
| Maryluz Montillo                                | Deportivo Cali         | 3     |
| Darnelly Quintero                               | Deportivo Cali         | 3     |
| Luisa Rincón                                    | La Equidad             | 3     |
| Última actualización: 30 de septiembre de 2019. |                        |       |

### Tripletes o más
| 9 de agosto  | Joemar Guarecuco | 1' · 28' · 29' · 38' · 90+2' | Atlético FC     | 0:6 | Cortuluá       |
| 10 de agosto | Linda Caicedo    | 18' · 61' · 76'              | América de Cali | 3:2 | Deportivo Cali |

## Clasificación a torneos internacionales
| Clasificada como | Copa Libertadores Femenina 2019 |
| ---------------- | ------------------------------- |
| Colombia 1       | América de Cali                 |
| Colombia 2       | Independiente Medellín          |